# Далеко је Холивуд
Далеко је Холивуд српска је хумористичка телевизијска серија која се током 2019. године емитовала на телевизији Суперстар.

## Радња
Серија је заснована на реалним дешавањима смештена је у једно од српских провинцијских позоришта. Три главна, стално запослена, глумца нису становници тога места, тако да су, у току рада на представи, смештени у собе, које се налазе у самом позоришту. То су Душко и Недељко, обојица у тридесетим, и Тамара, око двадесет и пет. Недељко и Тамара су из Београда, док је Душко, пореклом из Босне, настањен у Новом Саду. Сви остали главни ликови су из тог места...
Под палицом управника који није човек од струке, уметници покушавају да се изборе са недаћама које прате културу. Сањају о Холивуду и великим успесима, док брину о неславној егзистенцији.

## Улоге
| Глумац                | Улога    |
| --------------------- | -------- |
| Борис Комненић        | Директор |
| Предраг Ејдус         | Ференц   |
| Петар Божовић         | Линдо    |
| Миљан Давидовић       | Душко    |
| Ђорђе Марковић        | Недељко  |
| Ања Мит               | Тамара   |
| Јелена Шнеблић        | Цмиља    |
| Весна Кљајић Ристовић | Деса     |
| Даница Максимовић     | Стојанка |
| Ненад Гвозденовић     | Благоје  |
| Милош Влалукин        | Редитељ  |
| Јаков Јевтовић        | Бубили   |